# Abell 2597
Abell 2597 est un amas de galaxies situé à environ un milliard d'années-lumière de la Terre dans la constellation du Verseau. On y retrouve des cavités qui résulteraient d'explosions engendrées par un ou des trous noirs supermassifs.